# Barkingside
Barkingside – dzielnica Londynu, leżąca w gminie London Borough of Redbridge. W 2011 dzielnica liczyła 12609 mieszkańców.